# Gerontha dracuncula
Gerontha dracuncula är en fjärilsart som beskrevs av Edward Meyrick 1928. Gerontha dracuncula ingår i släktet Gerontha och familjen äkta malar. Inga underarter finns listade i Catalogue of Life.